# Forqulhinha
Forqulhinha là một đô thị thuộc bang Santa Catarina, Brasil. Đô thị này có diện tích 181,915 km², dân số năm 2007 là 21518 người, mật độ 118,3 người/km².